# Calea ferată Caransebeș-Bouțari-Subcetate
Calea ferată Caransebeș-Bouțari-Subcetate este o linie ferată secundară din România, simplă și neelectrificată. Calea ferată a fost inaugurată la 11 noiembrie 1908 pe distanța Caransebeș-Bouțari, respectiv la 1 mai 1909 pe distanța Bouțari-Subcetate.
Datorită declivităților foarte mari de până la 50 mm/m, pe distanța Bouțari-Grădiște, circulația trenurilor se efectua pe linie cu cremalieră.
În perioada 1908-1978 (an în care tronsonul Bouțari - Grădiște a fost închis circulației trenurilor de călători) tracțiunea a fost asigurată pe întreaga distanță de locomotive cu abur.
În 1995 a fost închis al doilea tronson de linie pentru circulația trenurilor de călători, și anume Grădiște (Sarmizegetusa) - Hațeg, pentru ca în cursul anului 2000, linia pe distanța Bouțari - Hațeg să fie dezafectată și trecută în administrarea SAAF. În prezent pe distanța Caransebeș - Bouțari nu mai circulă trenuri de călători nici de marfă iar pe segmentul Hațeg - Subcetate, ocazional, doar transport de marfă.
Încercând sa stabilească o legătura directa intre industria grea în plina expansiune de la Reșița și marile bazine carbonifere aferente Văii Jiului, în anul 1894 a luat ființă Societatea Cailor Ferate Locale „Caransebeș – Hațeg”. Finanțarea acesteia s-a făcut prin donații ale celor doua comitate implicate în realizarea proiectului: Hunedoara și Caras-Severin. Lor li s-au alăturat mai multe societăți comerciale și locuitori cu stare din zona. Proiectul prevedea realizarea a 76 km de cale ferata, din care 42 km pe teritoriul Comitatului Hunedoara, iar 34 pe teritoriul Comitatului Caras-Severin.
Lucrările au debutat în anul 1905 și au fost realizate în trei ani, fiind inaugurate în doua date diferite: Caransebeș – Bouțari, data în folosință în 12 noiembrie 1908, respectiv Bouțari – Subcetate, în 18 decembrie 1908.
Proprietate a Societății Cailor Ferate Locale, a fost exploatata până în 1918 de Căile Ferate Maghiare, iar după încheierea Primului Război Mondial a fost preluată de Căile Ferate Române, care au cumpărat și acțiunile vechilor proprietari, intrând cu totul în portofoliul operatorului român.
Pornita de la Caransebeș, linia se îndreaptă spre Poarta de Fier a Transilvaniei, cu o diferența de nivel, intre Caransebeș (204 m) și Bouțari (425 m), de 221 m și 11 stații construite pe traseu, printre care și Otelul Rosu, cu vechea denumire „Ferdinand”.
Stația Bouțari constituie o piatra de hotar, întrucât aici începe adevărata aventura a acestei cai ferate: urcarea a 267 m pana în Poarta de Fier, pe o lungime de numai 9 km, cu porțiuni de rampa având declivitatea de 50‰. Acestea au constituit și principala provocare, întrucât locomotivele nu mai aveau asigurata aderenta necesara a roților tractoare la linia metalica. Proiectanții vremii, alături de inginerii constructori implicați, și-au îndreptat atunci privirile către linii asemănătoare construite în lumea larga. Și aveau sa găsească și exemple: în spațiul de limba germana, pe segmentele Blanckenburg – Tanne și Eisenetz – Vordernberg, precum și în cel elvețian pe segmentele Furka – Oberalp și Brienz – Rothorn: linii ferate ce asigurau tracțiunea cu ajutorul unei invenții de data recenta aplicata în transportul feroviar – cremaliera – creație a inginerului elvețian Roman Abt în anul 1882. Soluția constructiva este formata din 2 sau 3 lame metalice alăturate, montate pe axa longitudinala a caii, având dinții decalați. Fiecărei lame dințate ii corespunde o roata dințata a locomotivei. Fiecare locomotiva beneficia, constructiv, de doua mecanisme motoare: motorul clasic, cu angrenaj exterior, și un motor suplimentar, interior, de angrenare a roților dințate. La acel moment, panta maxima care permitea păstrarea aderentei prin fricțiune era de 4 ‰, motiv pentru care s-a optat pentru adoptarea acestei soluții originale.
Circulația trenurilor beneficia de reglementari speciale, vitezele fiind limitate pe porțiunea cu cremaliera la 8 km/h la urcare și 12 km/h la coborâre. Pe segmentul Bouțari – Subcetate au funcționat locomotivele de construcție speciala realizate de firma Florisdorf (Viena, Austria), având seria „40 D”, remiza Subcetate asigurând mentenanța și gararea acestora timp de 70 de ani, pana în anul 1978, când segmentul cu cremaliera a fost închis. În anul 1995 se inchide traficului tronsonul Subcetate – Hațeg.
În anul 2012 se închide și ultimul segment al caii ferate Caransebeș – Subcetate, și anume tronsonul dintre Caransebeș și Bouțari. Vegetația devine atotstăpânitoare, traversele dispar, linia este răsturnata printre copacii ce-și întind crengile peste ceea ce odinioară era o spectaculoasa linie ferata, iar oamenii locului și-au prelungit grădinile și dincolo de terasament.
O realizare tehnica de excepție și-a găsit obștescul sfârșit cucerita de natura și învinsa de oameni. Ca prin minune însa, tronsonul cu cremaliera încă exista, deși aceasta nu mai poate fi întrezărita decât în iernile fără zapezi, când frunzișul în sfârșit nu o mai ascunde.